# Katee Sackhoff
Katee Sackhoff (Portland, Oregon, 8 april 1980) is een Amerikaans actrice. Ze werd vooral bekend voor haar rol van Captain Kara "Starbuck" Thrace in de (2003 - 2009) herwerkte versie van de televisieserie Battlestar Galactica.

## Biografie
Sackhoff werd geboren in Portland en groeide op in St. Helens. Ze studeerde in 1998 af van de Sunset High School in Beaverton en begon te werken aan een acteercarrière. Midden 2008 begon ze zich ziek te voelen en werd er schildklierkanker bij haar vastgesteld in een stadium dat nog niet levensbedreigend was. Na behandeling is ze inmiddels in remissie.

## Carrière
Sackhoff had een rol in onder meer ER, Cold Case, Law & Order en Nip/Tuck. Ze speelde een hoofdrol in de dramaserie The Education of Max Bickford. De grote bekendheid kwam er met de sciencefictionserie Battlestar Galactica, waar ze de rol vertolkt van Captain Kara Thrace, alias Starbuck. In 2006 won ze de Saturn Award voor beste vrouwelijke bijrol voor haar werk in deze serie. In 2009 ging ze aan de slag voor de televisieserie 24, waar ze in het achtste seizoen de rol van een hoofdpersonage, Dana Walsh op zich nam. Het achtste seizoen van deze reeks ging in januari 2010 in première op de Amerikaanse televisie.

## Filmografie
- Biblioteca Nacional de España: XX4689039
- Bibliothèque nationale de France: cb151106644 (data)
- Gemeinsame Normdatei: 143767135
- International Standard Name Identifier: 0000 0001 1776 4849
- Library of Congress Control Number: no2006080362
- Nationale Bibliotheek van Tsjechië: pna2008482328
- Nationale bibliotheek van Australië: 40363837
- Nationale Bibliotheek van Israël: 987012384910305171
- Nationale Bibliotheek van Polen: a0000002215782
- Nederlandse Thesaurus van Auteursnamen: 391932071
- Système universitaire de documentation: 16734207X
- Trove: 1446199
- Virtual International Authority File: 95071459
- WorldCat: E39PBJqBqMk9GGQcqrKDJRyDbd